# Балка Зелёная
Балка Зелёная — заповедное урочище. Находится в Александровском районе Донецкой области возле села Новопригожее. Статус заповедного урочища присвоен решением областного совета № XXII/14-38 от 30 сентября 1997 года. Площадь — 44 га. Территория урочища — разнотравно-типчаково-ковыльная степь. Произрастает 4 вида растений, занесённых в Красную книгу Украины и 1 вид из Европейского Красного списка.